# Ogeu-les-Bains
Ogeu-les-Bains là một xã thuộc tỉnh Pyrénées-Atlantiques trong vùng Nouvelle-Aquitaine miền tây nam nước Pháp.